# Bahshullo Fatullayev
Bahshullo Fatullayev (n. 15 septembrie 1964) este un cântăreț, actor și om de afaceri originar din Uzbekistan. Fatullayev și-a început cariera în arte în 1989. Fatullayev și-a făcut debutul în lungmetraj în 2012 în Faryod și de atunci a apărut în multe seriale și filme TV.

## Biografie
Bahshillo Fatullayev s-a născut pe 15 septembrie 1964, în orașul Buhara. După ce a absolvit liceul în 1981, a intrat la Institutul de Artă și Teatru din Tașkent. După absolvirea institutului în 1986, își continuă activitatea în domeniul artei.

## Cariera
Din 1986 până în 1989, Bakhshillo Fatullayev a lucrat ca șef al centrului cultural al regiunii Bukhara. În 2012, a devenit tatăl filmului lui Said Mukhtorov „Faryod”. În 2014, rolul ei din „Lacrimile” nu i-a adus prea mult noroc. În 2015, rolul său în filmul „Twin Lovers”, în 2016, Farhod și Shirin i-au adus un mare succes. Producătorul Ruslan Mirzayev a jucat un rol în filmul „miliardar din Istanbul”, care i-a adus succes. Cu protagonistul negativ din filmul „Panjara”, a arătat publicului că este un actor versatil. A jucat în „Ota Rozi” de Rustam Sadiyev. Serialele „Battle of Hearts” și „Games of Love”, coproduse cu Turcia, i-au adus adevărată faimă. În 2021, a apărut într-un rol militar în filmul Operațiunea Mercy. În prezent, filmele care așteaptă premiera sunt regizate de Rustam Sadiev, Baron 2 și Producător de Ruslan Mirzayev, Yur Muhabbat.

## Filmografie
Mai jos este o listă ordonată cronologic a filmelor în care a apărut Bahshillo Fatullayev.
| An   | Titlu                  | Rol     | Ref           |
| ---- | ---------------------- | ------- | ------------- |
| 2012 | Faryod                 |         | [ 10 ]        |
| 2014 | Ko'z yoshim            |         | [ 11 ] [ 12 ] |
| 2015 | Egizak oshiqlar        |         | [ 13 ]        |
| 2015 | Baxt ortidagi dard     |         |               |
| 2016 | Farxod va Shirin       |         | [ 14 ]        |
| 2016 | Taqdir xazili          |         |               |
| 2017 | Sevadi sevmaydi        |         | [ 15 ]        |
| 2018 | Panjara                |         |               |
| 2019 | Ota rozi               |         | [ 16 ]        |
| 2019 | Istanbullik milliarder |         | [ 17 ]        |
| 2021 | Mehr operatsiyasi      | General |               |
| 2022 | Baron 2                |         | [ 18 ]        |
| 2024 | Sevda                  |         |               |
| 2025 | Egizaklar Turkiyada    |         |               |

### Series
| An        | Titlu          | Ref           |
| --------- | -------------- | ------------- |
| 2020      | Yuraklar jangi | [ 19 ]        |
| 2020–2021 | Ishq oʻyinlari | [ 20 ] [ 21 ] |
| 2021      | Qo’rqma yural  |               |
| 2022      | Yur Muhabbat   | [ 22 ]        |
| 2024      | Boj badal      |               |